# 藤原媓子
藤原 媓子（ふじわら の こうし/てるこ）、天暦元年（947年） - 天元2年6月3日（979年6月29日））は、平安時代中期、関白藤原兼通の長女。母は有明親王（醍醐天皇皇子）の王女・昭子女王。ただし元平親王（陽成天皇皇子）の王女との説もある。円融天皇中宮。別名に堀河中宮。

## 生涯
天禄3年（972年）、父兼通が関白に就任。同4年（973年）2月、円融天皇に入内。同年4月に女御宣下を受け、さらに7月に中宮に冊立される。
『大鏡』によれば、幼少の頃は父兼通に省みられなかったが優れた人柄であったといい、また兼通には他に適齢の娘もいなかったことから、当時としては遅い27歳で入内した。なお、当時「中継ぎ」とみなされていた円融天皇への娘の入内を多くの貴族がためらった中で兼通だけが天皇の元服後程なく入内させたこと、円融天皇の同母妹であった選子内親王を兼通が自邸の堀河殿に引き取って昭子女王・媓子母娘が養育したとされるところは注目される。
夫円融天皇より12歳も年上ながら、夫婦仲は睦まじかったらしいが子女には恵まれず、また貞元2年（977年）に父兼通が死去した後は有力な後見を失い、立后からわずか6年で天元2年（979年）に33歳で崩御した。その結果空いた中宮位を巡って、藤原頼忠の娘の遵子と藤原兼家の娘の詮子が争うこととなる。